# Aline le Despenser
Aline le Despenser (vers 1287 – avant le 24 mai 1353) est une femme de la noblesse anglaise du XIVe siècle.

## Biographie

### Origines et mariage
Née vers 1287, Aline le Despenser est vraisemblablement la fille aînée d'Hugues le Despenser et d'Isabelle de Beauchamp, fille de Guillaume de Beauchamp, 9e comte de Warwick. Elle est prénommée en hommage à sa grand-mère paternelle Aline Basset. Son enfance est totalement inconnue et la première mention la concernant date du 3 mai 1302, lorsque des lettres patentes font état d'une concession de 1 000 marcs de son père Hugues à Antony Bek, évêque de Durham, au prétexte du « mariage d'Édouard [dont il dispose du droit de mariage depuis le 1er janvier 1296], fils et héritier de messire Philip Burnell, afin de l'épouser à Aline, la fille aînée de messire Hugues ».
Le mariage d'Aline le Despenser et d'Édouard Burnell est probablement célébré peu après le 3 mai 1302. Du même âge environ que sa nouvelle épouse, Édouard est le petit-neveu de Robert Burnell, évêque de Bath et Wells et important conseiller du roi Édouard Ier d'Angleterre. Il obtient le 6 décembre 1307 la restitution des domaines de son père, ayant depuis atteint sa majorité, et est créé baron Burnell le 19 décembre 1311. L'union d'Aline et d'Édouard ne produira toutefois aucun enfant. Après la mort prématurée de son époux le 23 août 1315, Aline le Despenser reçoit dès le 3 février 1316 plusieurs possessions dans son douaire, réparties dans le Warwickshire, le Somerset, le Worcestershire, le Gloucestershire et le Shropshire, ainsi que le domaine paternel de Martley dans le Worcestershire. Toutefois, en juillet 1317, elle demande à Henry de Laverdon de la représenter devant la justice royale afin d'obtenir certaines libéralités accordées à son défunt époux.

### Veuvage
Ayant probablement pris un vœu de chasteté, Aline le Despenser bénéficie de l'ascension de son frère Hugues dans les faveurs du roi Édouard II. Ainsi, le 30 janvier 1326, elle reçoit l'honneur insigne d'être nommée connétable du château de Conwy, situé au pays de Galles. L'ordre de nomination, « à titre amovible », précise qu'« elle en assure la garde à ses risques et périls ». De plus, le 7 août suivant, Édouard II pardonne le bandit Malcolm Musard, qui a attaqué un des manoirs d'Aline, « à condition de se rendre immédiatement en prison et de se présenter au procès si ladite Aline veut poursuivre contre lui ». Aline le Despenser est démise de son poste de connétable le 20 octobre 1326 au profit de William Erkalewe, Édouard II ayant alors besoin d'un homme expérimenté pour défendre Conwy face à l'invasion de son épouse Isabelle de France. Au cours de la même période, elle perd son père et son frère, exécutés pour haute trahison sur ordre de la reine Isabelle.
Aline le Despenser n'est pas inquiétée sous le régime d'Isabelle de France, même si elle perd le 8 octobre 1327 le domaine de Martley au profit de John Wyard. Elle reçoit le 15 novembre 1329, le 24 avril 1330 et le 3 février 1331 des lettres de protection pour se rendre en pèlerinage à Saint-Jacques-de-Compostelle. Le 26 avril 1338, Aline ordonne la célébration de prières pour les âmes de son époux Édouard Burnell et de son frère Hugues dans la chapelle paroissiale de Lulsley, dans le Worcestershire. Le 16 novembre de la même année, son neveu Hugues est nommé à la tête d'une commission d'oyer et terminer sous prétexte que son manoir de Compton Dando a été pillé. Aline le Despenser meurt à un âge assez avancé peu avant le 24 mai 1353,. Ses possessions personnelles sont héritées par son petit-neveu Édouard le Despenser, tandis que celles de son douaire retournent à son neveu-par-alliance Nicolas Burnell.